# Sunset Key
Sunset Key ist eine Insel der Florida Keys mit einer Fläche von 135.852 m², die sich rund 460 m von der Küste der Insel Key West der Florida Keys befindet und als Wohngegend und Resort dient. Die Insel gehört zum Stadtgebiet von Key West und damit zum Monroe County (Florida) und hatte 17 ständige Bewohner zum Stand der Volkszählung 2000. Die Insel befindet sich im Privatbesitz ihrer Bewohner, vor allem dem Besitzer des Key West Westin der Hotelkette Westin Hotels & Resorts, der eine kleine Gruppe von Cottages für Gäste betreibt. Auf der Insel befinden sich 48 Einfamilienhäuser und 21 unbebaute Grundstücke, die in ihrem Wert alle auf über 1,5 Millionen US-Dollar geschätzt werden. Die Insel ist ausschließlich über ein Boot-Shuttle vom Westin Marina erreichbar.
Die nächstgelege Insel ist Wisteria Island etwa 200 Meter weiter nördlich.

## Geschichte
Der offizielle Name von Sunset Key ist Tank Island. Die United States Navy nutzte Tank Island als Treibstoffdepot für Key West während der Zeit des Kalten Krieges. Im Jahr 1965 wurden Durchgänge für U-Boote und andere große Schiffe auf der Insel ausgebaggert. Allerdings änderten sich die Pläne der Navy und die Insel wurde nicht mehr militärisch genutzt. So wurden nur zwei der zwölf geplanten Tanks gebaut und obwohl die Kraftstoffleitungen gebaut wurden, nie gefüllt.
Im Jahr 1986 verkaufte die Regierung Tank Island und anderen Ankerplätze in Key West in einer Auktion an Pritam Singh aus New England. 1988 wurden die Tanks demontiert, während die verbleibenden Kraftstoffleitungen als Leitungen für Wasser und Abwasser genutzt wurden. Zudem wurden Stromkabel neben den bestehenden Leitungen verlegt.
Im Jahr 1994 wurde die Insel wieder gekauft und umbenannt in Sunset Key. Die Insel befindet sich seitdem zum Großteil im Besitz von Tom Walsh, der auch Besitzer der Westin Key West Resort & Marina ist. Weiterer Grundstückseigentümer ist ein Unternehmer aus Hamburg.